# Saab 9-2X
Denna artikel handlar om Saab 9-2X (2000-talet). Se även artikeln om Saab 9-1 och Saab 92 (1950-talet).
Saab 9-2X är en personbil av kombityp tillverkad av Fuji Heavy Industries (Subaru) för Saab.
Saab 9-2X var framtagen för den amerikanska marknaden och baseras till stora delar på Subaru Impreza; den har till exempel Subaruns boxermotor men har saabifierats till bland annat utseende, i interiör och i chassiteknik. Saab 9-2X var dessutom den första serietillverkade Saaben med permanent fyrhjulsdrift. Modellen blev dock aldrig så efterfrågad som den dåvarande Saabägaren General Motors hade hoppats på, varefter produktionen av bilmodellen avslutades i augusti 2007.